# Penarth Rugby Football Club
Il Penarth Rugby Football Club è un club di rugby XV gallese, nato nel 1879 e con base all'Athletic Field di Penarth (Vale of Glamorgan).